# Rouges et Blancs
Pour plus de détails, voir Fiche technique et Distribution.
Rouges et Blancs (Csillagosok, katonák) est une coproduction soviéto-hongroise réalisée par Miklós Jancsó et sortie en 1967.

## Synopsis
Russie, 1918. Des épisodes sanglants de la guerre civile en Russie qui fit rage, à la suite de la révolution bolchévique d'octobre 1917... László, internationaliste hongrois est venu prêter main-forte à ses camarades russes engagés dans des combats désespérés et sans merci contre les armées blanches. Aux massacres des uns répondent ceux des autres de l'armée rouge...

## Fiche technique
- Titre  : Rouges et Blancs
- Titre original : Csillagosok, katonák (Étoilés, soldats)
- Réalisation : Miklós Jancsó
- Scénario : Miklós Jancsó, Gyula Hernádi, Luca Karall, Valeri Karen et Giorgi Mdivani
- Production : Jenoe Goetz, András Németh et Kirill Sirjajev pour Studio Mafilm, no 4 (Hongrie), Studios Mosfilm (Moscou)
- Photographie : Tamás Somló
- Montage : Zoltán Farkas
- Pays d'origine : Hongrie, Union soviétique
- Format : Agascope, Noir et blanc - 2,35:1 - Mono
- Genre : Drame, guerre
- Durée : 90 minutes
- Date de sortie : 1967

## Distribution
- József Madaras : Commandant hongrois
- Tibor Molnár : Andras
- András Kozák : Laszlo
- Jácint Juhász : Istvan
- Anatoli Yabbarov : Capitaine Chelpanov
- Sergueï Nikonenko : Officier cosaque
- Mikhail Kozakov : Nestor
- Bolot Beishenaliev : Chingiz
- Tatyana Konyukhova : Yelizaveta la Matrone
- Krystyna Mikolajewska : Olga
- Viktor Avdyushko : Marin
- Gleb Strizhenov : Colonel
- Nikita Mikhalkov : Officier Blanc
- Nikolaï Parfionov : colonel de l'Armée blanche
- Saveli Kramarov : Savva
- Vera Alentova : infirmière
- Mira Ardova : infirmière
- Elena Kozelkova : infirmière
- Nina Chorina : infirmière
- Valentina Berezoutskaïa : infirmière
- Yevgueni Karelskikh : poroutchik
- Roman Khomiatov

## Commentaires
Commentant l'œuvre de Jancsó, Mira et Antonin Liehm disent : « Dès le début de chacun de ses films, la situation conflictuelle d'où va découler toute une série d'actions et de réactions est solidement mise en place, sans pourtant, semble-t-il, que ni le réalisateur ni personne d'autre en connaisse les causes. Le spectateur ne voit que les conséquences, les vecteurs résultant de forces qui se croisent dans une sorte de mouvement perpétuel : la cause et l'effet, le bien et le mal, vainqueurs et vaincus sont apparemment des facteurs interchangeables ».
Rouges et blancs en est une illustration flagrante. « Fourmillant d'actes cruels, dominé par l'absurde, le récit est imprégné de violence : charge des cavaliers, courses éperdues, fusillades d'hommes debout ou couchés, coups de feu - l'image dénonce ce qu'elle représente », remarque, pour sa part, Michel Estève. Miklós Jancsó l'affirme lui-même : « Dans mon film, il n'y a pas deux côtés, deux ennemis, il y a un changement permanent entre les deux groupes ». Rouges et blancs constitue, selon Michel Estève, la poursuite « d'une réflexion sur l'engrenage de la violence et le tragique de la condition de l'homme immergé dans le flux et le reflux de l'histoire. (...) Rouges et blancs s'interroge sur le caractère nécessairement cruel de toute guerre civile contemporaine en abordant lucidement la réalité historique de la Révolution russe de 1917 dans sa phase du communisme de guerre », ajoute-t-il.
Miklós Jancsó a su, en outre, imaginer « une correspondance cinématographique à la dynamique de guerre civile. Au niveau de la conception du récit, cette correspondance se situe naturellement dans la perspective stendhalienne de la description d'une bataille proposée par La Chartreuse de Parme. (...) Le récit refuse ici les facilités d'une vision claire, cohérente et synthétique des combats (...) pour adopter, au contraire, le point de vue du combattant : une perception fragmentée des épisodes de l'action, présentés dans un évident désordre ».
Une « géométrie de la terreur » y trouve, par ailleurs, « son équivalent avec l'évocation d'un espace dilaté. Le choix du grand écran, les paysages immenses et dépouillés de la Volga, l'importance accordée aux plans d'ensemble, à la profondeur de champ et aux prises de vue aériennes » suggère des combattants noyés dans l'immensité de l'espace et broyés par la logique de guerre et son destin implacable. Cette esthétique a d'évidentes affinités avec l'univers du western, et, en particulier, avec celui de John Ford, dont, selon le témoignage du critique hongrois Robert Bán, Jancsó s'était fait projeter ses principaux films, avant de tourner Rouges et blancs. 
« Cette danse de mort où il se trouve que les rouges parlent hongrois et les blancs russe n'a jamais, alors même qu'il s'agissait d'une coproduction soviéto-hongroise, été distribuée en Union soviétique », font remarquer Mira et Antonin Liehm.

## Sélection
- Festival de Cannes 1968 : sélection officielle

Le festival de Cannes est interrompu en 1968 avant son terme à cause des événements de mai 68 et aucun prix n'est décerné.